# 朱铭 (1937年)
朱铭（1937年8月—2011年1月25日），男，江苏泰州人，中华人民共和国艺术史学家、美术教育家、政治人物，曾任山东工艺美术学院副院长，山东省政协副主席，中国民主同盟中央委员会常务委员，山东省委员会主任委员，第八、九、十届全国政协委员。